# Castellu di Cucuruzzu
Le Castellu di Cucuruzzu est un site préhistorique, attribué à la culture torréenne, situé à Levie, en Corse-du-Sud.

## Historique
Le site a été découvert en 1959. Il a été fouillé par Roger Grosjean en 1963, et par François de Lanfranchi jusque dans les années 1990. Le site a été acquis en 1975 par l'État, qui l'a classé monument historique par arrêté du 9 novembre 1982. Il appartient désormais à la collectivité de Corse et a été restauré en 1991 et en 2016-2017 pour le mettre en valeur et permettre au public de le visiter, tout en assurant sa conservation.

## Description
Le site est un complexe torréen classique du type « castellu a torra ». Le caractère isolé du site a contribué à sa préservation. Le castellu a été édifié sur un chaos granitique dominant à 700 m d'altitude la partie nord du plateau de Levie.
Le castellu comporte une large enceinte de 40 m de long sur 20 m de large construite en gros blocs dont le poids atteint parfois 1 tonne. Elle est conservée sur une hauteur moyenne de 5 m. L'accès à l'intérieur de l'enceinte se fait par une unique entrée, dont l'escalier a été taillé dans une boule de granite du chaos naturel, prolongée par une chicane. Au nord-ouest, le castellu comporte une terrasse semi-circulaire surélevée, où Grosjean a identifié des traces de foyers sur un dallage. Elle se poursuit par une coursive longeant l'enceinte qui, selon Grosjean, devait être recouverte à 2 m de hauteur par un plancher supporté par des pierres débordant du parement, servant de chemin de ronde. Cette coursive débouche sur un secteur comprenant trois petits diverticules (baptisés C1 à C3), construits dans la masse du mur d'enceinte avec des parements particulièrement soignés. Ces diverticules sont recouverts de dalles. Selon Grosjean, leur exigüité exclut une fonction d'habitation et devait plutôt les destiner à l'entrepôt des vivres et des réserves d'eau. Un rocher visible devant le diverticule C2 comporte une cupule au centre.
L'ensemble est séparé de la « torra », qui domine le castellu de 10 m de hauteur, par les gros blocs du chaos rocheux sur lequel elle s’appuie. On accède à la torra par une entrée à l'est, prolongée d'un couloir comportant des niches latérales. La salle intérieure, de forme semi-circulaire, mesure entre 3 et 4 m de diamètre. Elle a conservé sa voute d'origine en encorbellement, ce qui en fait un cas unique en Corse.

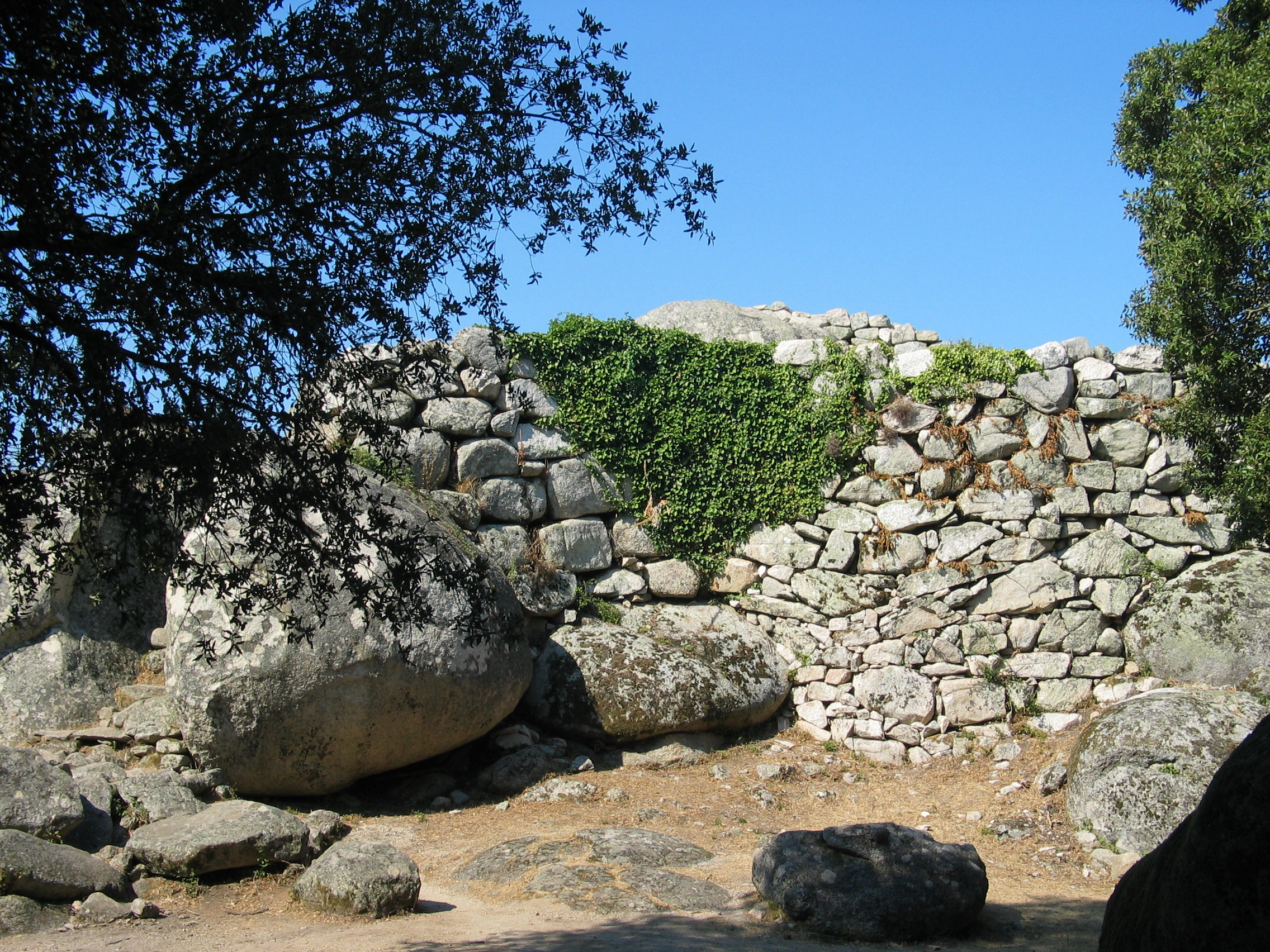
Mur cyclopéen de l'entrée.
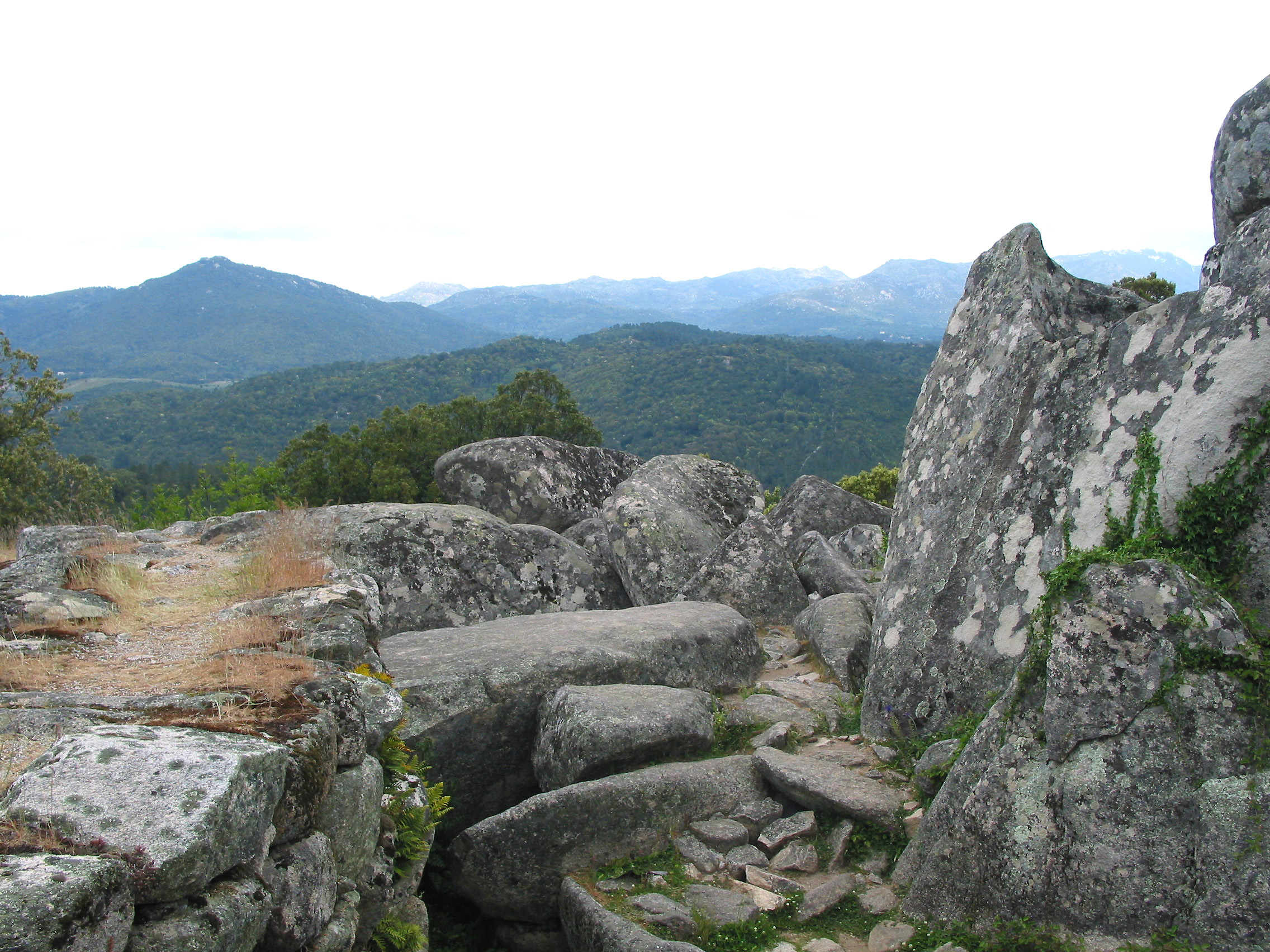
La coursive.
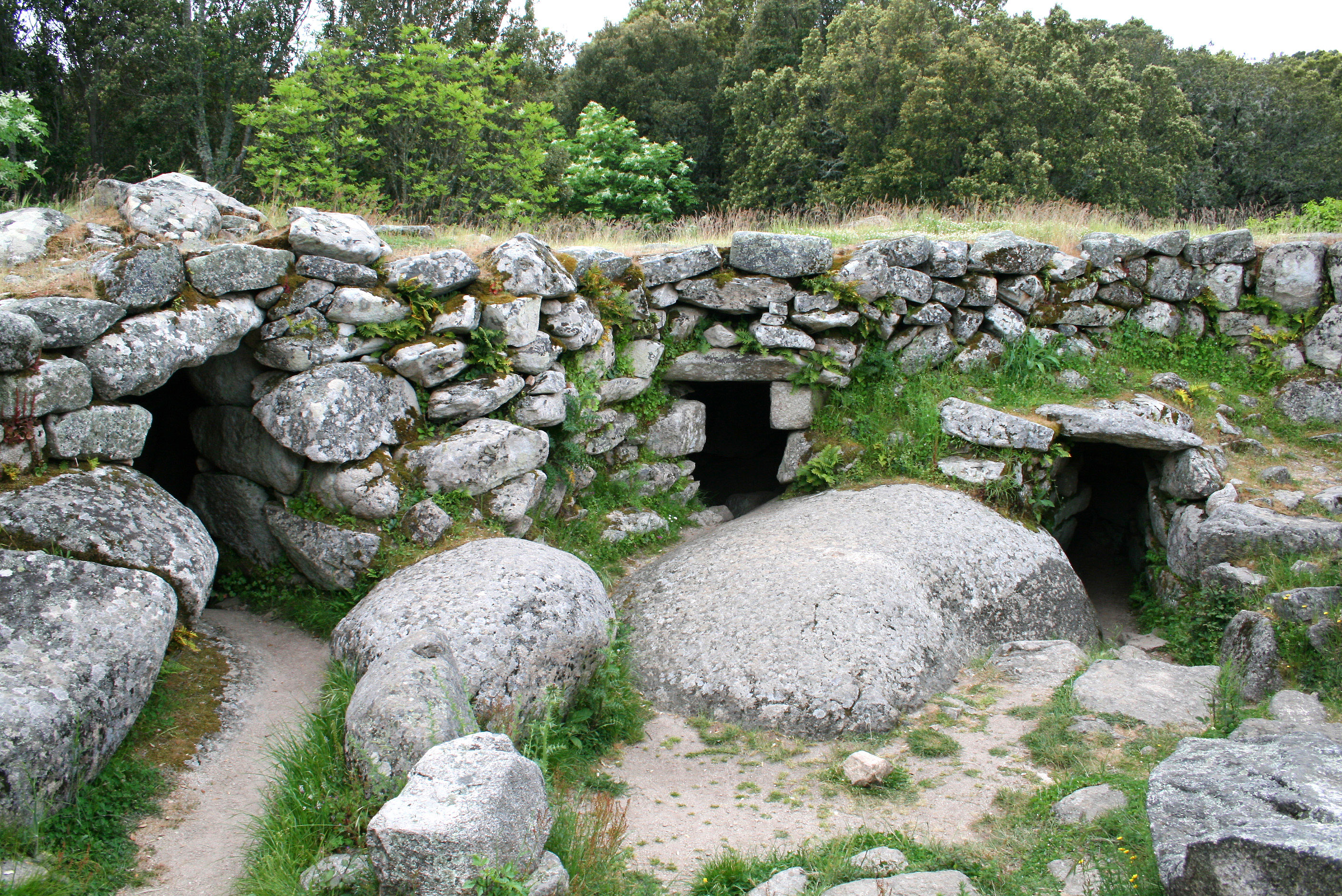
Diverticules C1 à C3.

## Matériel archéologique
Il a essentiellement été trouvé par Grosjean dans la coursive. Il comprend une série de céramiques (plats, bols, couvercles, pendeloques perforées), un petit matériel lithique (pointes de flèches en silex et obsidienne, galets et éclats de galets), des fragments d'hématite et quelques fragments d'objets en bronze. Le matériel archéologique découvert lors des fouilles est conservé au musée de l'Alta Rocca, à Levie.

## Datation
Le site a été fréquenté dès le Néolithique (matériel lithique) mais le castellu a été édifié à l’Âge du bronze et a été occupé de manière continue du Bronze moyen au second âge du fer (fin du IIIe siècle av. J.-C.).

## Castellu et statue-menhir di Capula

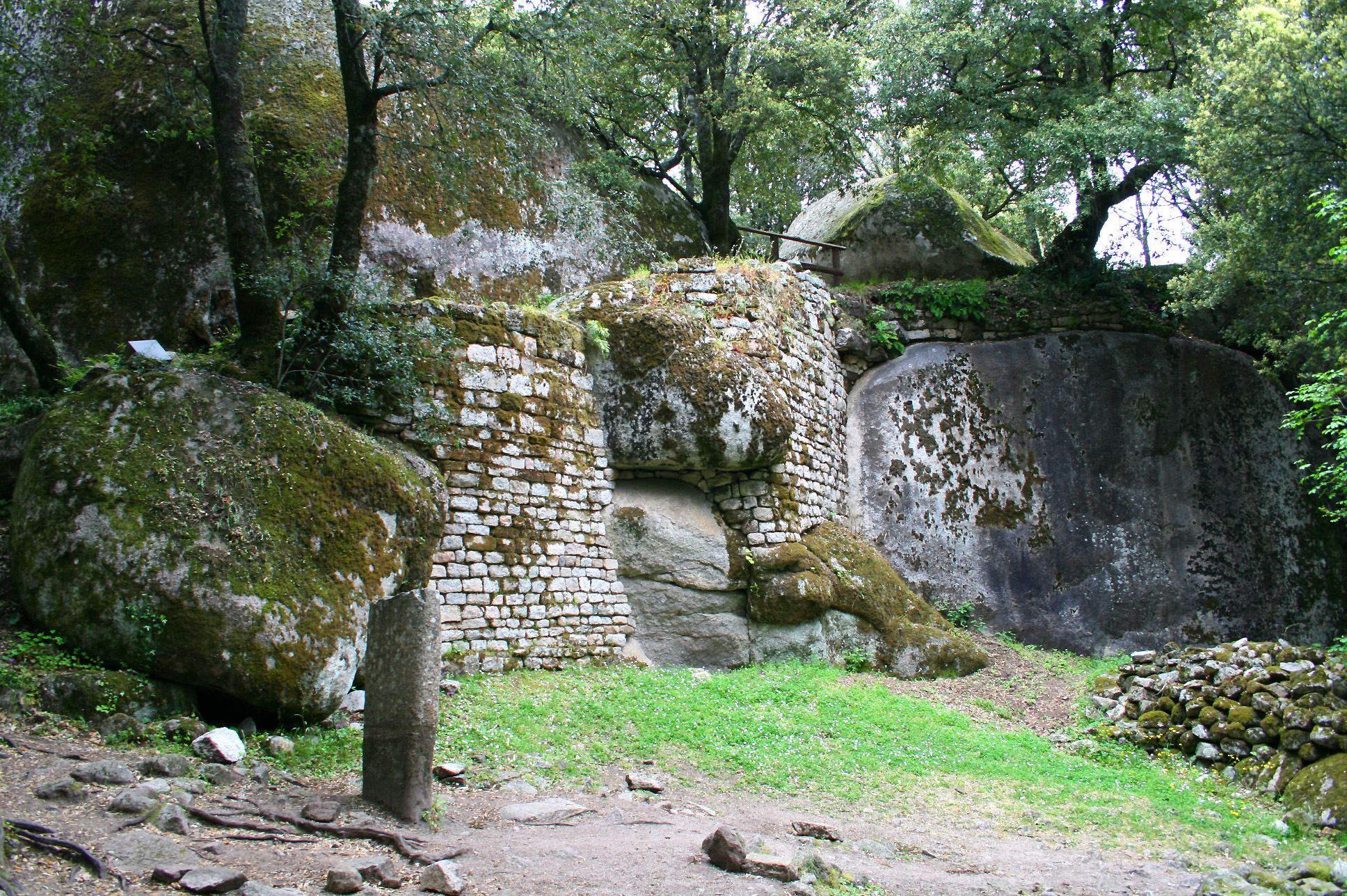
Statue-menhir dressée (à gauche) devant le Catellu di Capula.

Le castellu di Capula, visible à proximité, un peu plus haut à 759 m d'altitude, a été construit au IXe siècle, par un dénommé Bianco comte de Corse, sur les fondations d'une structure plus ancienne datée de l’âge du bronze / âge du fer dont il ne demeure qu'un mur d'enceinte partiellement recouvert par la construction médiévale.
Une statue-menhir découverte sous la forme de deux fragments en remploi dans le renfort de l'escalier médiéval a été restaurée et redressée sur place. Elle est composée d'un fût quasi-rectangulaire avec un léger rétrécissement au niveau de la partie inférieure. Elle est décorée d'une épée longitudinale en bas-relief côté face tandis que la colonne vertébrale et les côtes sont représentées côté dos. La gravure en arc de cercle visible au niveau des épaules pourrait représenter la nuque